# Darlene Conley
Darlene Conley, född 18 juli 1934 i Chicago Heights, Illinois, död 14 januari 2007 i Los Angeles, Kalifornien, var en amerikansk skådespelerska. 
Conley var av tyskt och irländskt ursprung. När hon var 16 år turnerade hon med Chicago Uptown Circuit Players och Playwrights Company. Hon medverkade på Broadway i en rad teateruppsättningar, bland annat i The Night Of The Iguana tillsammans med Richard Chamberlain.
Hennes första filmroll var en biroll i Alfred Hitchcocks Fåglarna. 
Conley spelade i ett flertal TV-serier. Sin karriär i TV-såpor inledde hon som den elaka Rose DeVille i The Young and the Restless. Därefter medverkade hon även i Capitol, General Hospital och  Våra bästa år (Days of Our Lives). Conley fick två Emmy-nomineringar och två nomineringar från Soap Opera Digest för sin färgstarka rolltolkning som Sally Spectra i Glamour, som hon spelade sedan serien startade i december 1987.
Conley hade en son.